# 장천일
장천일(중국어 정체자: 張千一, 1960년~)은 중화인민공화국의 작곡가로, 조선족 출신이다.
장천일은 중국의 명곡인 《칭짱고원》(靑藏高原)의 작곡가로 유명하며 제11기 중국인민정치협상회의 위원이기도 하다.
그의 동생인 장춘일, 장굉광 또한 중화인민공화국 음악계에서 활약하고 있다.